# Championnat féminin des clubs champions de l'UNAF
Le Championnat féminin des clubs champions de l'UNAF est une compétition inter-clubs féminine de football rassemblant les clubs champions des pays membres de l'UNAF.

## Histoire

### Un premier tournoi à la fin des années 2000
Le premier tournoi des clubs champions de l'UNAF est organisé en 2007 à Tunis. Le match d'ouverture oppose les Marocaines du FC Berrechid aux Algériennes de l'ASE Alger Centre, et voit les deux équipes se quitter sur un match nul (1-1). Le FC Berrechid, triple champion du Maroc en titre, finit par remporter la compétition en devançant l'ASE Alger Centre à la différence de buts.
Lors de l'édition 2008, organisée à Alger, le FC Berrechid se retire de la compétition, et l'ASE Alger Centre remporte le titre à domicile, réalisant le triplé avec le championnat et la coupe d'Algérie.
Le tournoi 2009 se déroule à Suez. Les Tunisiennes de l'ASF Sahel dominent la compétition devant les hôtes égyptiennes du Wadi Degla SC.
L'édition 2010, prévue au Maroc, est annulée après le retrait de certaines équipes. La suivante connaît le même sort, et le tournoi finit par ne plus être organisé.

### Un tournoi qualificatif pour la Ligue de champions africaine
À partir de 2021, la CAF organise une Ligue des champions féminine. Le format comprend des tournois qualificatifs dans chaque zone de la confédération, dont l'UNAF.
La première édition de cette nouvelle version est donc organisée à Berkane en 2021. Wadi Degla ne participe pas au tournoi car les Égyptiennes sont qualifiées d'office pour la Ligue des champions en tant qu'hôte de la compétition. Les Marocaines de l'AS FAR remportent le tournoi.
En 2022, le tournoi a à nouveau lieu au Maroc, cette fois à Agadir. L'AS FAR ne dispute cependant pas le tournoi, car elle est déjà qualifiée comme Wadi Degla la saison précédente. Les Égyptiennes, après trois podiums entre 2007 et 2009, l'emportent pour la première fois.
L'AS FAR est à nouveau absent de l'édition 2023, puisque les championnes du Maroc en titre sont à nouveau qualifiées d'office pour le tournoi continental, cette fois en tant que champion d'Afrique en titre. Elles sont remplacées par les vice-championnes du Maroc, le Sporting Casablanca. Les Casablancaises remportent tous leurs matches et soulèvent le trophée.

## Palmarès
| Saison    | Lieu                      | Vainqueur                 | Deuxième                  | Troisième                 |
| --------- | ------------------------- | ------------------------- | ------------------------- | ------------------------- |
| 2007      | Tunis                     | FC Berrechid              | ASE Alger Centre          | Wadi Degla SC             |
| 2008      | Alger                     | ASE Alger Centre          | ISSEP du Kef              | Wadi Degla SC             |
| 2009      | Suez                      | ASF Sahel                 | Wadi Degla SC             | ASE Alger Centre          |
| 2010      | Compétition annulée       | Compétition annulée       | Compétition annulée       | Compétition annulée       |
| 2011      | Compétition annulée       | Compétition annulée       | Compétition annulée       | Compétition annulée       |
| 2012-2020 | Compétition non organisée | Compétition non organisée | Compétition non organisée | Compétition non organisée |
| 2021      | Berkane                   | AS FAR                    | Afak Relizane             | AS Banque de l'habitat    |
| 2022      | Agadir                    | Wadi Degla SC             | AS Banque de l'habitat    | Afak Relizane             |
| 2023      | Alexandrie                | SC Casablanca             | Afak Relizane             | Wadi Degla SC             |
| 2024      | Alger                     | AS FAR                    | Tutankhamun FC            | CF Akbou                  |

| Club                   | Titres         | 2es places     | 3es places           |
| ---------------------- | -------------- | -------------- | -------------------- |
| AS FAR                 | 2 (2021, 2024) |                |                      |
| Wadi Degla SC          | 1 (2022)       | 1 (2009)       | 3 (2007, 2008, 2023) |
| ASE Alger Centre       | 1 (2008)       | 1 (2007)       | 1 (2009)             |
| FC Berrechid           | 1 (2007)       |                |                      |
| ASF Sahel              | 1 (2009)       |                |                      |
| SC Casablanca          | 1 (2023)       |                |                      |
| Afak Relizane          |                | 2 (2021, 2023) | 1 (2022)             |
| AS Banque de l'habitat |                | 1 (2022)       | 1 (2021)             |
| ISSEP du Kef           |                | 1 (2008)       |                      |
| Tutankhamun FC         |                | 1 (2024)       |                      |
| CF Akbou               |                |                | 1                    |

| Pays    | Titres                     | 2es places           | 3es places           |
| ------- | -------------------------- | -------------------- | -------------------- |
| Maroc   | 4 (2007, 2021, 2023, 2024) |                      |                      |
| Algérie | 1 (2008)                   | 3 (2007, 2021, 2023) | 3 (2009, 2022, 2024) |
| Égypte  | 1 (2022)                   | 2 (2009, 2024)       | 3 (2007, 2008, 2023) |
| Tunisie | 1 (2009)                   | 2 (2008, 2022)       | 1 (2021)             |